# Ságat
Ságat (samiska för "nyheter") är en samisk dagstidning på norska.
Ságat är en tidning med cirkulation i Nordlands, Troms och Finnmarks fylken och Trøndelag i Norge, och har en upplaga på omkring 2 700 exemplar. Sedan 2008 ges den ut fem dagar i veckan och sedan 2015 finns även tidningen på internet.
Tidningen började ges ut i Vadsø i 1956 och ges sedan 1981 ut i Lakselv. Chefredaktör är sedan 1978 Geir Wulff.
Ságat ägs av Samisk avis AS/Sámiid áviisa AS, i vilket 51 nordnorska kommuner och landstingskommuner har tillsammans 47 % av aktiekapiet, samiska kulturorganisationer omkring 10 %, medan övriga 43 ägs av omkring 600 övriga aktieägare. Porsangers kommun är största aktieägare med 40 %, Samenes landsforbund har 6 % och Sámi Dálulaččaid Searvi 4 %.